# D.E.Ü.S Wäinla
D.E.Ü.S  Wäinla – estońska korporacja akademicka działająca w latach 1924–1939 na terenie Wyższej Szkoły Technicznej Wolnego Miasta Gdańska. W 1931 roku po zjednoczeniu z korporacją z Brna zmieniła nazwę na Välis-Eesti Korp! Wäinla, tworząc nową korporację, ale za datę powstania przyjmując 6 grudnia 1924 roku. 

## Historia
Na początku lat 20. XX wieku w Wyższej Szkole Technicznej Wolnego Miasta Gdańska (niem.Technische Hochschule der Freien Stadt Danzig) studiowało około 50 estońskich studentów, 70 w roku akademickim 1923/1924, a w 1938 około 12 lub 13.
Do podjęcia studiów zachęcała ich odległość (była to leżąca najbliżej Estonii uczelnia techniczna), nauka w języku niemieckim i niezbyt wysokie czesne.
Studenci estońscy początkowo należeli do Gdańskiego Związku Studentów Estońskich (W.H.: D. E. Ü. S. - Danzigi Eesti Üliõpilaste Seltsego). 
W 1924 roku dwunastu z nich postanowiło założyć własną korporację D.E.Ü.S (Danzigi Eesti Üliõpilaste Selts) Wäinla. Byli to: Johannes Kant, Paul Kallikorm, Boris Kivimägi, Alar Kotli, Jaan Maasik, Erich Otting, Daavet Ross, Johannes Rõuk, Osvald Sein, Jüri Seisler, Hans Truu i Valter Vöölman. Przygotowali oni statut, który został zatwierdzony przez rektora i Senat 6 grudnia 1924 roku.
Korporacja nie miała własnego lokalu. Na spotkania korporacyjne wynajmowano lokal „Zinglers-Höhe" przy ulicy Jaśkowa Dolina (niem. Jäschkental), a potem „Rolandis" w Gdańsku–Wrzeszczu, a na większe uroczystości, komersy korporacyjne, spotkania z okazji odzyskania niepodległości przez Estonię salę w „Halbe Allees".
27 czerwca 1927 roku korporacja Wäinla zawarła umowę o współpracy (kartel) z najstarszą polską korporacją w Gdańsku ZAG WISŁA. Wäinla utrzymywała również kontakty z warszawską korporacją Aquilonia. W 1928 roku prezes Vöölman wziął udział w uroczystości podpisania kartelu pomiędzy Wisłą a Aquilonią. 
Po 1929 roku z powodu wysokich kosztów liczba studentów w Gdańsku zmniejszyła się. Dlatego 29 sierpnia 1931 roku korporacja Wäinla połączyła się z działającą od 1929 roku w Brnie korporacją ASE (Akadeemiline Selts Eesti). Traktat zjednoczeniowy podpisano w Tallinnie. Powstała nowa korporacja Välis-Eesti Korp! Wäinla skupiająca wszystkich studiujących za granicą Estończyków. Za datę powstania przyjęto 6 grudnia 1924 oraz barwy korporacji z Brna. Do korporacji dołączyli również estońscy studenci z Karlsruhe, Wiednia, Pragi i Warszawy i Tallinna. Do 1938 roku jej siedzibą było Brno, a gdy liczba członków w Tallinnie wzrosła przeniesiono do niego główną siedzibę korporacji. W sierpniu 1940 roku, po zajęciu Tallinna przez Rosjan, władze radzieckie zakazały działalności korporacji Wäinla. Również Niemcy nie pozwolili na jej jawną działalność. Po 1944 roku większość członków korporacji wyjechała z Estonii. Zamieszkali oni w Niemczech, Montrealu, Sztokholmie, Nowym Jorku, Australii i innych krajach.
Po 1929 roku z powodu wysokich kosztów liczba studentów w Gdańsku zmniejszyła się. Dlatego 29 sierpnia 1931 roku korporacja Wäinla połączyła się z działającą od 1929 roku w Brnie korporacją ASE (Akadeemiline Selts Eesti). Traktat zjednoczeniowy podpisano w Tallinnie. Powstała nowa korporacja Välis-Eesti Korp! Wäinla skupiająca wszystkich studiujących za granicą Estończyków. Za datę powstania przyjęto 6 grudnia 1924 oraz barwy korporacji z Brna. Do korporacji dołączyli również estońscy studenci z Karlsruhe, Wiednia, Pragi i Warszawy i Tallinna. Do 1938 roku jej siedzibą było Brno, a gdy liczba członków w Tallinnie wzrosła przeniesiono do niego główną siedzibę korporacji. W sierpniu 1940 roku, po zajęciu Tallinna przez Rosjan, władze radzieckie zakazały działalności korporacji Wäinla. Również Niemcy nie pozwolili na jej jawną działalność. Po 1944 roku większość członków korporacji wyjechała z Estonii. Zamieszkali oni w Niemczech, Montrealu, Sztokholmie, Nowym Jorku, Australii i innych krajach.
W roku akademickim 1930/1931 Wäinla miała 38 członków i dziewięciu filistrów, a w roku akademickim 1938/1939 38 członków i 67 filistrów.
Po 1929 roku z powodu wysokich kosztów liczba studentów w Gdańsku zmniejszyła się. Dlatego 29 sierpnia 1931 roku korporacja Wäinla połączyła się z działającą od 1929 roku w Brnie korporacją ASE (Akadeemiline Selts Eesti). Traktat zjednoczeniowy podpisano w Tallinnie. Powstała nowa korporacja Välis-Eesti Korp! Wäinla skupiająca wszystkich studiujących za granicą Estończyków. Za datę powstania przyjęto 6 grudnia 1924 oraz barwy korporacji z Brna. Do korporacji dołączyli również estońscy studenci z Karlsruhe, Wiednia, Pragi i Warszawy i Tallinna. Do 1938 roku jej siedzibą było Brno, a gdy liczba członków w Tallinnie wzrosła przeniesiono do niego główną siedzibę korporacji. W sierpniu 1940 roku, po zajęciu Tallinna przez Rosjan, władze radzieckie zakazały działalności korporacji Wäinla. Również Niemcy nie pozwolili na jej jawną działalność. Po 1944 roku większość członków korporacji wyjechała z Estonii. Zamieszkali oni w Niemczech, Montrealu, Sztokholmie, Nowym Jorku, Australii i innych krajach.

## Insygnia i odznaki
Według polskiego badacza Wojciecha Heppnera, nazwa korporacji pochodziła od dawnej estońskiej nazwy Baltyku Väinameri, natomiast estońscy badacze (Reimo Pullat i Tõnis Liibek) wywodzą ją od estońskiego słowa väin, które oznacza cieśninę.
Barwa: pomarańczowy, fioletowy i biały. Po zjednoczeniu z ASE w 1931 roku: czarny, biały i niebieski.
Dewiza: „Üks kõigi eest, kõik ühe eest” (Jeden za wszystkich, wszyscy za jednego).
Herb zaprojektował późniejszy estoński architekt Alar Kotli.

## Zarząd
Pierwszym prezesem korporacji został Valter Vöölman, jego zastępcą Osvald Sein, a sekretarzem Erich Otting.
Początkowo coroczne spotkania D.E.Ü.S. Wäinla odbywały się w Tallinnie, a od 1928 r. w Viljandi. W imprezach tych uczestniczył Witold Kukowski, który był honorowym filistrem korporacji.

## Galeria

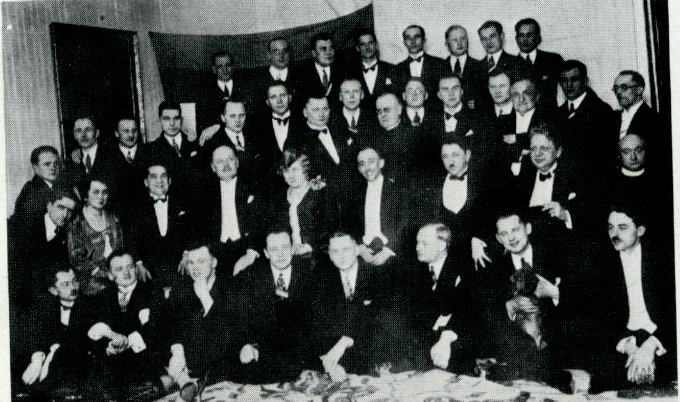
Obchody Dnia Niepodległości w 1929 roku.
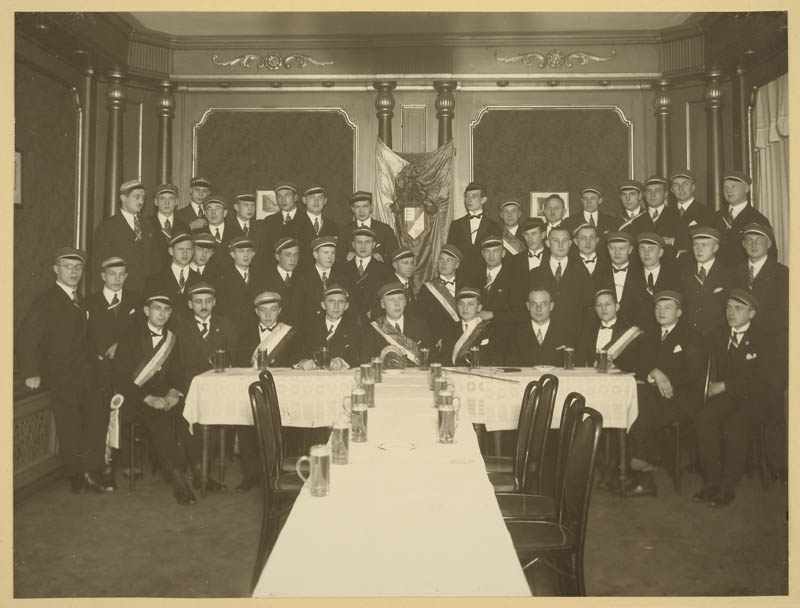
Wspólne zdjęcie członków korporacji Wäinla z polskimi korporantami.